# Grote Noord 20
Het pand Grote Noord 20 is een voormalig herenhuis aan de Grote Noord in de Noord-Hollandse stad Hoorn. Het pand is in 1865, nog geen half jaar na de start van de verbouwing van Villa Alewijn, gebouwd naar ontwerp van de plaatselijke architect A.C. Bleijs. Opdrachtgever voor de bouw was Johan Adriaan Heule, makelaar in Hoorn. Het pand is in 2001 ingeschreven als rijksmonument, onder andere vanwege de ligging aan het Grote Noord en als karakteristiek pand uit het oeuvre van de architect.
Tot 1908 had de woning aan de voorzijde op de eerste en tweede verdieping een balkon, in 1908 werden het balkon op de eerste verdieping omgebouwd tot de huidige erker. In 1989-1990 is de woning verbouwd en gerestaureerd. Bij deze verbouwing werd het gebouw gesplitst in een winkelgedeelte op straatniveau met erboven woningen. De voorgevel kreeg toen ook weer de oude kleurstelling terug: zalmroze, oranje en grijs-groen.

## Exterieur
Net als vrijwel alle panden aan het Grote Noord heeft ook deze villa een gerende gevel, de voorgevel staat dus niet haaks op het interieur. De voorgevel is gepleisterd en volledig symmetrisch in opzet. Geheel bovenaan wordt de wordt de lijst onderbroken door een fronton, waarvan de onderzijde gebroken is. Geheel onderaan de gevel is een hardstenen plint geplaatst. De voorgevel bestaat uit drie traveeën, gescheiden door twee lisenen. De lisenen worden onder de lijst bekroond door rijk versierde consoles. De lisenen worden op de bel-etage onderbroken, maar voorheen liepen zij ook daar door. De dubbele deur en naar beneden verlengde ramen op de begane grond zijn origineel. Als afsluiting van de begane grond is een opliggend stucpaneel aangebracht. Boven dit paneel, in de borstwering van de verdieping, zijn reliëfs in de vorm van palmetten geplaatst. Boven de panelen T-vensters met glas-in-loodbovenlichten. De vensters zijn omgeven door gepleisterde sierlijsten. Tussen de T-vensters is de erker geplaatst. Deze rust op vier houten consoles. De erker zelf is ook geheel van hout en rondom voorzien van vensters met glas-in-lood bovenlichten. Op de erker een afgeknot schilddak met leien als dakbedekking. De tweede verdieping heeft drie T-vensters met elk een gepleisterde sierlijst. Boven het middelste venster, tussen de lisenen, bevindt zich een oeil-de-boeuf. De oeil-de-boeuf heeft de vorm van een liggende rechthoek. De hoeken zijn kwartrond. 
Op de twee hoeken van het voorschild van het dak staan zinken pirons. Het dak is een afgeknot schilddak, dit houdt in dat het voorschild korter is dan het achterschild, doordat de voorgevel hoger is dan de achtergevel.
De achtergevel is nog gedeeltelijk voorzien van de ramen uit de bouwtijd. Op de tweede verdieping hebben de vensters gietijzeren Franse balkons. De midden op het achterschild geplaatste dakkapel heeft een vierruits stolpraam, voluutvormige wangen en een plat dak. De zijgevels van het pand zijn alle twee witgepleisterd.

## Interieur
Het interieur is vrij klassiek in opzet: een lage begane grond, een hoge bel-etage en een iets lagere tweede verdieping. Het herenhuis heeft twee originele trappenhuizen. Het halfronde trappenhuis aan de voorzijde verbindt de begane grond met de bel-etage en de eerste verdieping. Het plafond is voorzien van een halve koepel met daarin een waaiervormig glas in loodraam. De wenteltrap aan de achterzijde verbindt de eerste verdieping met de zolder. 
Sinds 1989 is op de begane grond een winkel gevestigd.

## Trivia
- De palmetten komen ook terug in de Koepelkerk aan de overkant van het Grote Noord en de pastorie links van de Koepelkerk. Beide gebouwen zijn eveneens ontworpen door Bleijs.